# دستور روز، ۶ ژوئن ۱۹۴۴

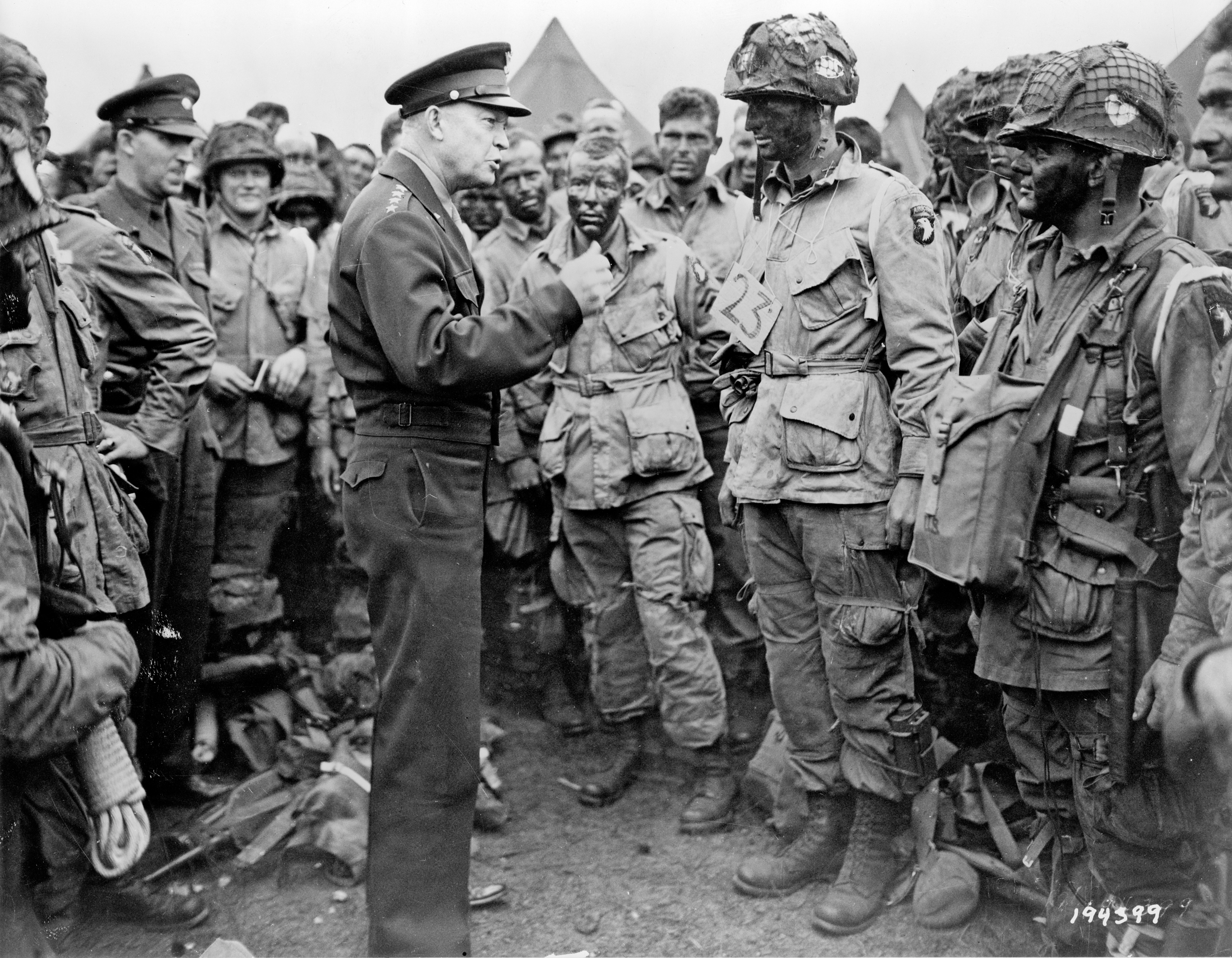
ژنرال آیزنهاور در حال صحبت با نیروهای چترباز ارتش آمریکا در ۵ ژوئن ۱۹۴۴، یک روز پیش از شروع حمله.

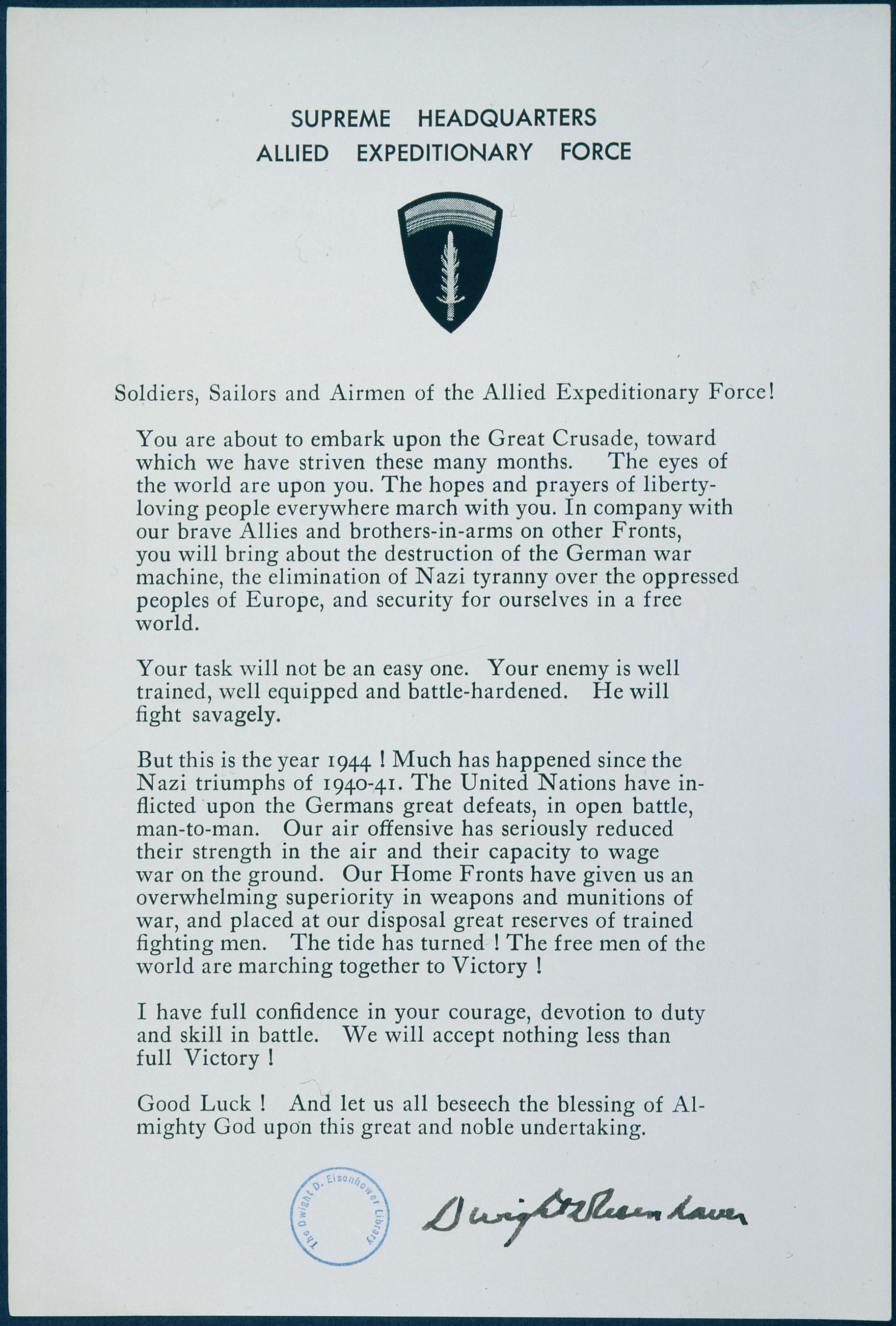
یک نسخه پرینت‌شده از فرمان ۶ ژوئن.

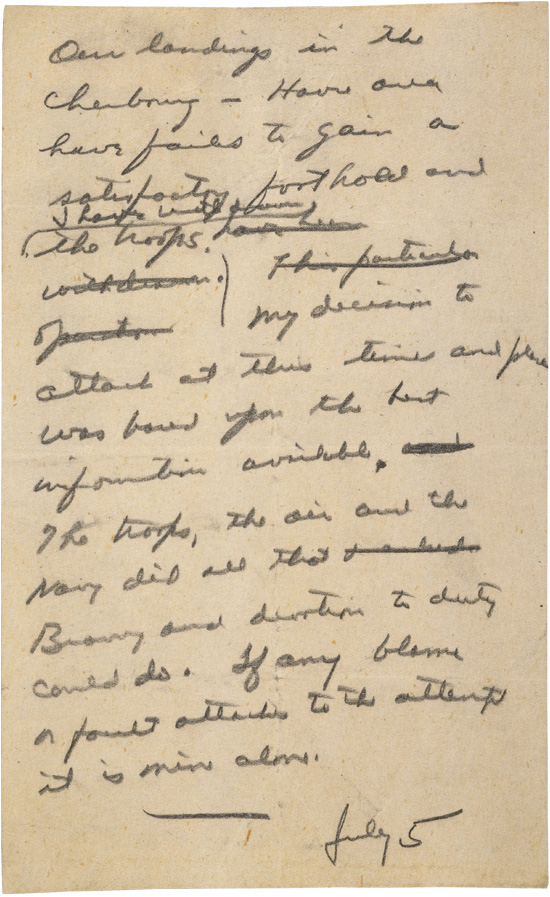
پیام شکست آیزنهاور.

دستور روز، ۶ ژوئن ۱۹۴۴ (انگلیسی: June 6, 1944, order of the day) فرمانی بود که توسط ژنرال دوایت آیزنهاور، فرمانده عالی نیروهای متفقین در شامگاه روز دی (D-Day) یعنی نخستین روز حمله به نرماندی صادر شد. هدف از صدور این فرمان آن بود که اهمیت مأموریت نیروهای حاضر در عملیات برای آن‌ها برجسته شود. آیزنهاور متن پیش‌نویس این فرمان را از فوریه ۱۹۴۴ آماده کرده و نسخه‌ای صوتی از آن را نیز در ۲۸ می همان سال ضبط کرده بود که در روز دی در رادیوهای آمریکا و بریتانیا پخش شد.

## پیش‌زمینه
حمله به نرماندی نقطه عطفی در جنگ جهانی دوم است. در جریان این حمله، ائتلافی متشکل از نیروهای آمریکایی، بریتانیایی و کانادایی در ۶ ژوئن ۱۹۴۴ (روز دی یا D-Day) در ساحل شمال فرانسه پیاده شدند تا عملیات آزادسازی اروپای غربی از سلطه آلمان نازی را آغاز کنند. چندین میلیون نیروی نظامی تحت فرماندهی ژنرال دوایت آیزنهاور، فرمانده عالی نیروهای متفقین در انگلستان گرد آمده بودند. آیزنهاور متن پیش‌نویس دستور روز ۶ ژوئن را در فوریه ۱۹۴۴ تهیه کرد تا میان نیروهای تحت امرش توزیع شود.

## متن فرمان
متن این فرمان چنین است:
"سربازان، ملوانان و هوانوردان نیروی اعزامی متفقین!
شما در شرف اعزام به عملیات بزرگی هستید که در طی ماه‌های اخیر برای آن تلاش کرده‌ایم. چشمان جهانیان به شما دوخته شده‌است. امیدها و دعاهای تمام آزادی‌خواهان جهان به همراه شماست. شما در کنار متحدان شجاع و برادران هم‌رزم‌مان در جبهه‌های دیگر، ماشین جنگی آلمان را نابود خواهید کرد، مردم ستم‌دیده اروپا را از استبداد نازی‌ها رها ساخته و برایمان امنیت را در دنیایی آزاد ارمغان خواهید آورد.
کار شما آسان نخواهد بود. دشمن شما تعلیم دیده، مجهز و آبدیده است. او وحشیانه خواهد جنگید.
اما امسال، سال ۱۹۴۴ است! از پیروزی‌های نازی‌ها در سالهای ۱۹۴۰–۴۱ زمان زیادی گذشته. ملل متحد آلمان‌ها را در نبرد رودررو ملاقات کرده و به آنها شکست‌های سنگینی تحمیل کرده‌اند. بمباران‌های ما نیروی هوایی آنها را به شدت تضعیف کرده و از توانایی آنها در جنگ زمینی کاسته‌است. جبهه‌های خانگی به ما برتری عظیمی از لحاظ اسلحه و مهمات جنگی داده‌اند و نیروی انسانی عظیمی در اختیار ما گذاشته‌اند. ورق برگشته است! امروز، مردان آزاد جهان کنار هم به سوی پیروزی پیش می‌روند!
من به شجاعت، وظیفه‌شناسی و توانایی رزمی تان ایمان کامل دارم. از شما چیزی کمتر از پیروزی کامل انتظار نمی‌رود!
موفق باشید! و بیایید از خدای متعال در انجام این امر مهم طلب یاری کنیم.
فرماندهی عالی نیروی اعزامی متفقین، ژنرال دوایت دی. آیزنهاور".
فرمان پرینت‌شده در شامگاه روز دی، یعنی ۵ ژوئن ۱۹۴۴ میان ۱۷۵۰۰۰ از نیروهای متفقین که بنا بود در حمله شرکت جویند توزیع شد. هم‌چنین این فرمان در عصر ۶ ژوئن، یعنی زمانی که عملیات در شمال فرانسه در حال انجام بود، برای ۵۰۰۰۰ نفری که در سنترال پارک نیویورک گرد آمده بودند قرائت شد. از آن پس نیز متن فرمان بارها در کتاب‌ها و فیلم‌های مرتبط با جنگ تکرار شده‌است.

## پیام شکست
آیزنهاور در بعد از ظهر ۵ ژوئن در دفترچه‌ای که به همراه داشت، یادداشت کوتاهی نوشت تا در صورت شکست حمله منتشر شود. وی در این یادداشت، اعلام کرده بود که مقصر هر گونه شکست در این عملیات، تنها و تنها بر عهده اوست. علت این کار آن بود که آغاز حمله در لحظات آخر به دلیل مشکلات مربوط به آب و هوا و هم‌چنین عدم توافق فرماندهان بر استراتژی و زمان‌بندی شروع عملیات با تأخیر روبرو شد و این مسئله احتمال شکست عملیات را بالا می‌برد. او این یادداشت را از دفترچه کند و در کیف پولش نگه‌داشت تا اینکه در ۱۱ ژوئن آن را به هری سی. بوچر، مشاورش در نیروی دریایی نشان داد. بوچر پیشنهاد کرد که ژنرال یادداشت را برای آیندگان باقی بگذارد. این یادداشت هم‌اکنون در کتابخانه ریاست جمهوری آمریکا نگهداری می‌شود. لازم است ذکر شود که به دلیل عجله ژنرال هنگام نوشتن متن، تاریخ یادداشت به اشتباه ۵ ژوئیه ذکر شده‌است.